# Guru (Rapper)

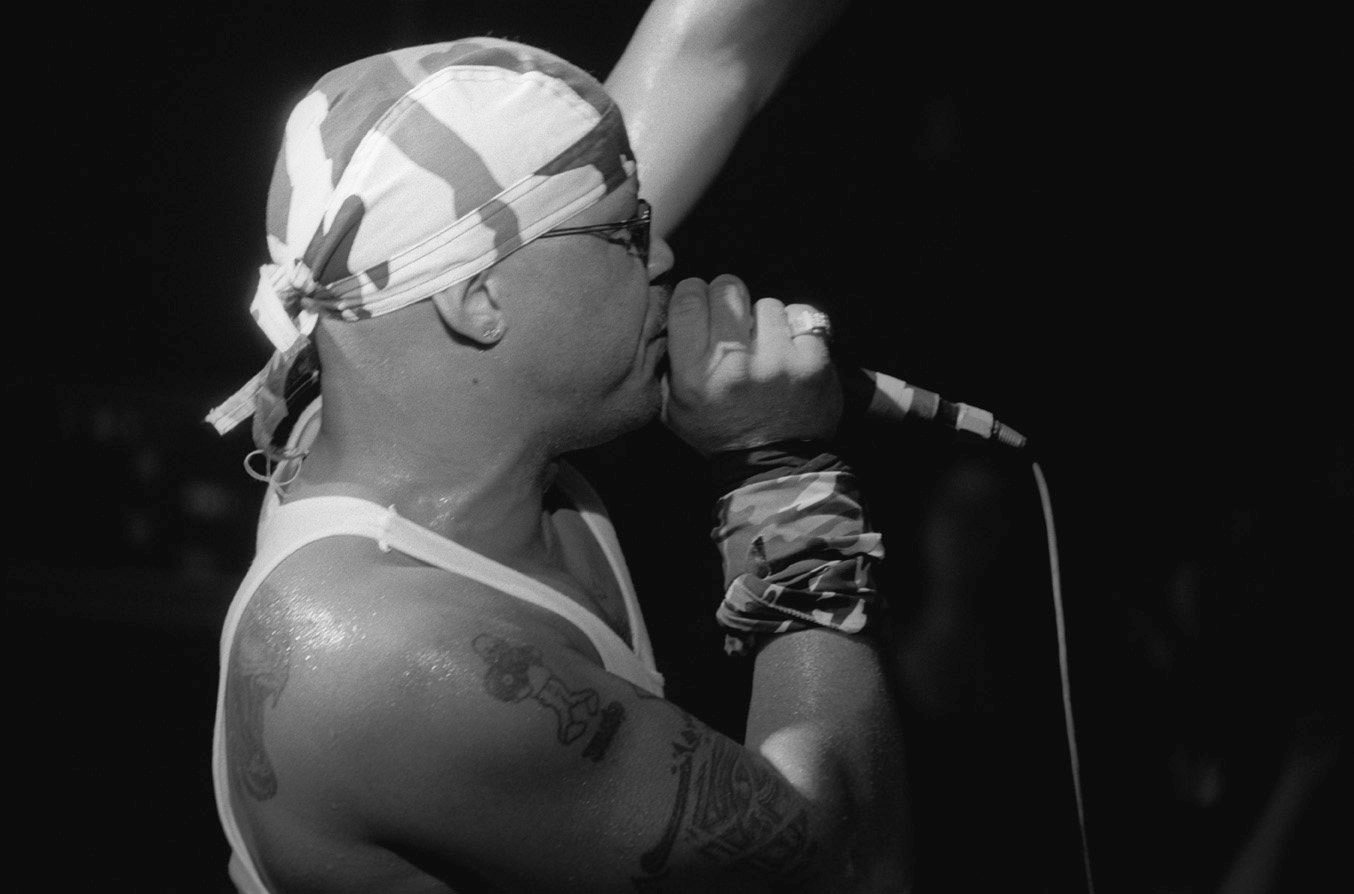
Guru in Hamburg (1999)

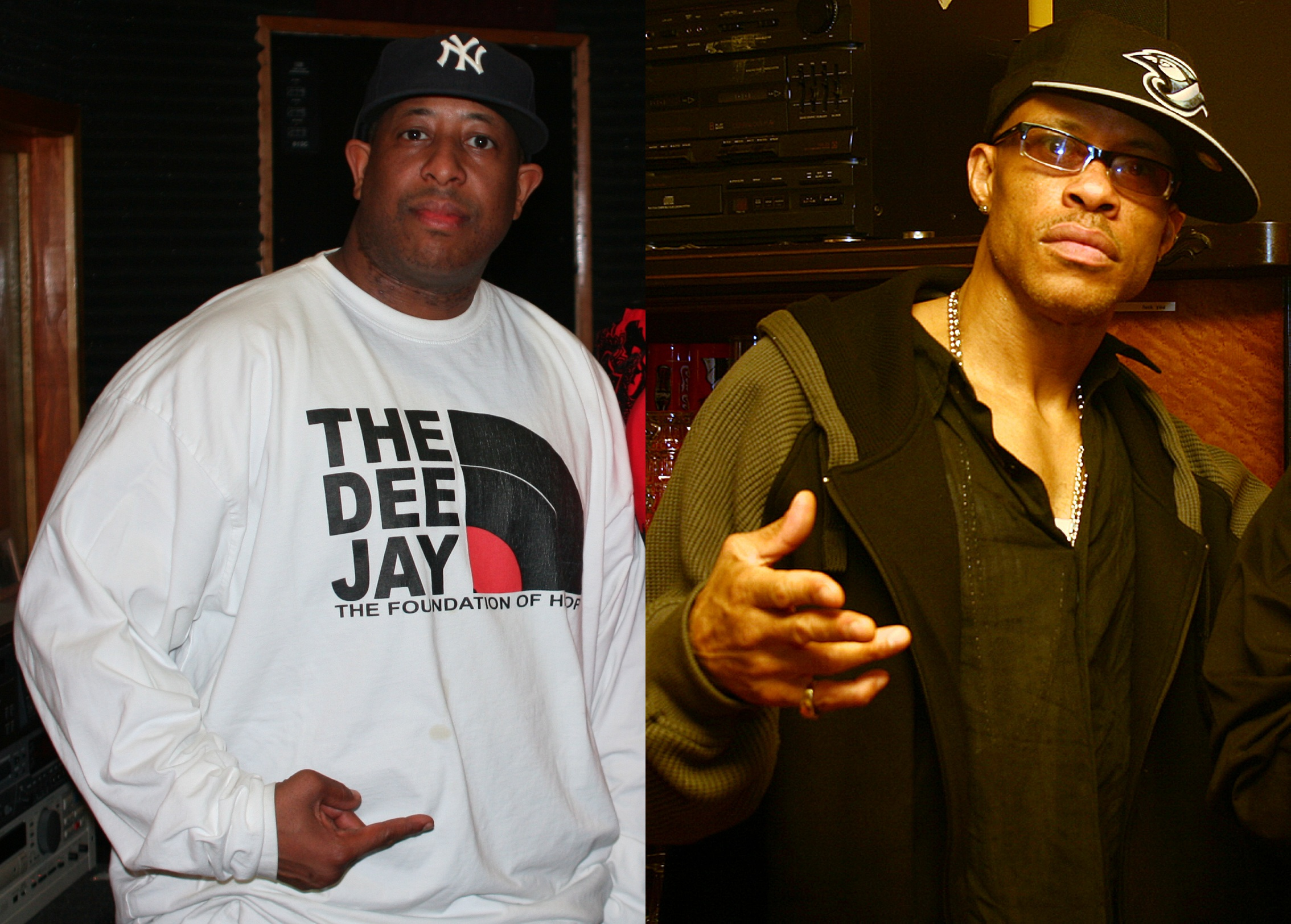
DJ Premier (links) und Guru

Guru; bürgerlich Keith Edward Elam (* 17. Juli 1961 in Boston, Massachusetts; † 19. April 2010 in New York City) war ein US-amerikanischer Rapper. Der Name Guru steht für Gifted Unlimited Rhymes Universal.
Guru wurde vor allem als eine Hälfte des Hip-Hop-Duos Gang Starr bekannt und initiierte außerdem das Projekt Jazzmatazz.

## Werdegang

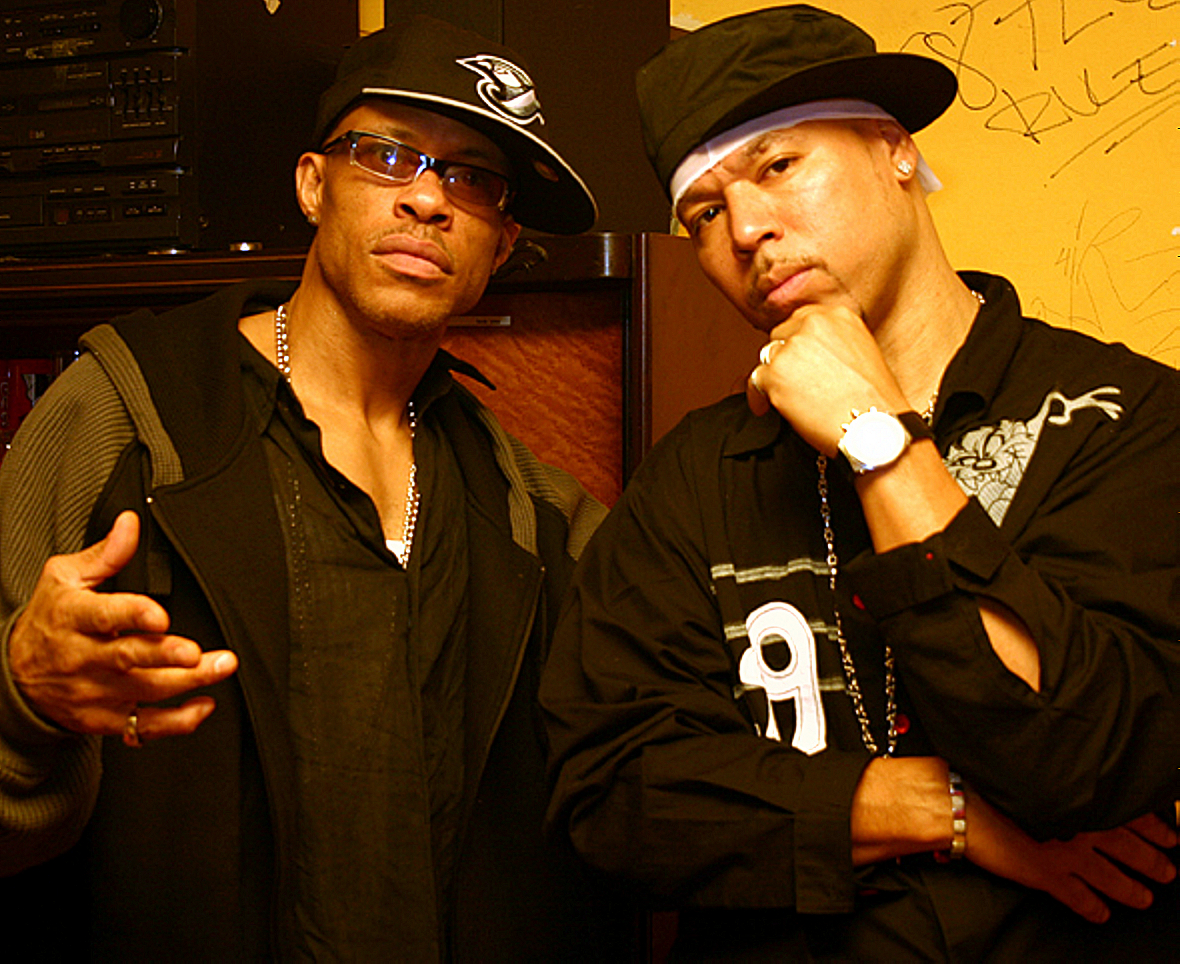
Guru (links) und Solar im Jahr 2006

Keith Edward Elam wurde im Juli 1961 als Sohn des ersten afroamerikanischen Richters in Boston geboren. Elam bekannte sich wie zahlreiche Hip-Hop-Musiker zu den Lehren der Organisation The Nation of Gods and Earths.
Er war Teil des Duos Gang Starr und gründete das Projekt Jazzmatazz, mit dem er Verbindung von Jazz und Hip-Hop anstrebte. Für die verschiedenen Jazzmatazz-Alben arbeitete er unter anderem mit Donald Byrd, Erykah Badu, Herbie Hancock, Isaac Hayes, Macy Gray, MC Solaar, N'Dea Davenport, Roy Ayers, Kelis und Branford Marsalis zusammen. Darüber hinaus übernahm er auch kleinere Filmrollen und steuerte die Stimme für 8-Ball aus dem Videospiel Grand Theft Auto III bei. Am 28. Februar 2010 erlitt Guru einen Herzinfarkt. Später wurde bekannt, dass Guru bereits seit dem 2. Februar 2010 im Krankenhaus gelegen hatte, darüber aber nur seinen besten Freund und Produzentenpartner Solar informiert hatte. Zudem übertrug Guru alle Rechte zu Entscheidungen, die seine Gesundheit betreffen, auf Solar.
Guru starb am 19. April 2010 im Alter von 48 Jahren an den Folgen einer Krebserkrankung in New York City.

## Rezeption
Hans Nieswandt schrieb in einem Nachruf zu Guru für Die Welt, der Rapper sei in den 1980er Jahren Grund für die steigende Anerkennung der Rap-Musik vonseiten des Feuilletons gewesen. Hip-Hop-Musik, die zuvor aus jugendlichem Aufbegehren und Party-Musik bestand, wurde „intellektuell respektabel“ und erreichte eine Seriosität, die später nicht mehr erzielt werden konnte. Neben den Texten wird auch die Bedeutung des musikalischen Ansatzes von Guru, der Hip-Hop mit Jazz verband, hervorgehoben.

## Diskografie

### Studioalben
| Jahr | Titel                                   | Höchstplatzierung, Gesamtwochen, AuszeichnungChartplatzierungen (Jahr, Titel, Platzierungen, Wochen, Auszeichnungen, Anmerkungen) | Höchstplatzierung, Gesamtwochen, AuszeichnungChartplatzierungen (Jahr, Titel, Platzierungen, Wochen, Auszeichnungen, Anmerkungen) | Höchstplatzierung, Gesamtwochen, AuszeichnungChartplatzierungen (Jahr, Titel, Platzierungen, Wochen, Auszeichnungen, Anmerkungen) | Höchstplatzierung, Gesamtwochen, AuszeichnungChartplatzierungen (Jahr, Titel, Platzierungen, Wochen, Auszeichnungen, Anmerkungen) | Höchstplatzierung, Gesamtwochen, AuszeichnungChartplatzierungen (Jahr, Titel, Platzierungen, Wochen, Auszeichnungen, Anmerkungen) | Anmerkungen                              |
| Jahr | Titel                                   | DE | AT | CH | UK | US | Anmerkungen                              |
| ---- | --------------------------------------- | --- | --- | --- | --- | --- | ---------------------------------------- |
| 1993 | Jazzmatazz, Vol. I                      | DE32 (10 Wo.)DE | — | — | UK58 Gold · (2 Wo.)UK | US94 (19 Wo.)US | Erstveröffentlichung: 18. Mai 1993       |
| 1995 | Jazzmatazz, Vol. II: The New Reality    | DE24 (13 Wo.)DE | AT28 (8 Wo.)AT | CH8 (10 Wo.)CH | UK12 Silber · (10 Wo.)UK | US71 (9 Wo.)US | Erstveröffentlichung: 18. Juli 1995      |
| 2000 | Jazzmatazz, Vol. III: Streetsoul        | DE26 (6 Wo.)DE | AT32 (5 Wo.)AT | CH29 (8 Wo.)CH | — | US32 (7 Wo.)US | Erstveröffentlichung: 3. Oktober 2000    |
| 2001 | Baldhead Slick & da Click               | — | — | — | — | US122 (4 Wo.)US | Erstveröffentlichung: 25. September 2001 |
| 2005 | Version 7.0: The Street Scriptures      | — | — | — | — | — | Erstveröffentlichung: 10. Mai 2005       |
| 2007 | Jazzmatazz, Vol. IV: Back to the Future | — | — | CH55 (4 Wo.)CH | — | — | Erstveröffentlichung: 5. Juni 2007       |
| 2009 | Guru 8.0: Lost & Found                  | — | — | — | — | — | Erstveröffentlichung: 19. Mai 2009       |

### Weitere Alben
- 1995: Guru Presents – Ill Kid Records
- 2008: The Best of Guru’s Jazzmatazz
- 2010: Guru’s Jazzmatazz – The Remixes

### Singles
| Jahr | Titel Album                                                           | Höchstplatzierung, Gesamtwochen, AuszeichnungChartsChartplatzierungen (Jahr, Titel, Album, Platzierungen, Wochen, Auszeichnungen, Anmerkungen) | Anmerkungen           |
| Jahr | Titel Album                                                           | UK | Anmerkungen           |
| ---- | --------------------------------------------------------------------- | --- | --------------------- |
| 1993 | Trust Me Jazzmatazz, Vol. I                                           | UK34 (2 Wo.)UK | feat. N’Dea Davenport |
| 1993 | No Time to Play Jazzmatazz, Vol. I                                    | UK25 (3 Wo.)UK | feat. Dee C. Lee      |
| 1995 | Watch What You Say Jazzmatazz, Vol. II: The New Reality               | UK28 (3 Wo.)UK | feat. Chaka Khan      |
| 1995 | Feel the Music Jazzmatazz, Vol. II: The New Reality                   | UK34 (2 Wo.)UK |                       |
| 1996 | Livin’ in This World / Lifesaver Jazzmatazz, Vol. II: The New Reality | UK61 (1 Wo.)UK |                       |

→ siehe auch Gang Starr/Diskografie

## Filmografie
- Grand Theft Auto: Liberty City Stories 2005 als 8-Ball
- Kung Faux 2003 als Stimme Over/Various
- Urban Massacre 2002 als Cereal Killah
- Grand Theft Auto III 2001 als 8-Ball
- 3 A.M. 2001 als Hook-Off
- Train Ride 2000 als Jay
- The Substitute 2: School's Out 1998 als Little B.
- Who's the Man? 1993 als Martin Lorenzo